# 毛果乾宁乌头
毛果乾宁乌头（学名：Aconitum chienningense var. lasiocarpum）为毛茛科乌头属下的一个变种。

## 扩展阅读
- 維基物種上的相關：毛果乾宁乌头